# Just Cause 4
Just Cause 4 ist ein Action-Adventure-Spiel, das von Avalanche Studios entwickelt und von Square Enix veröffentlicht wurde. Es ist das vierte Spiel in der Just-Cause-Serie und die Fortsetzung von Just Cause 3 aus dem Jahr 2015 und wurde am 4. Dezember 2018 für Microsoft Windows, PlayStation 4 und Xbox One veröffentlicht. Im Spiel schlüpft der Spieler in die Rolle des Protagonisten der Serie, Rico Rodríguez, der in der fiktiven Nation Solís eintrifft, um die Schwarze Hand, das größte private Militär der Welt, auszuschalten. Das Spiel verwendet eine neue Version der Apex-Spieleengine von Avalanche. Die neue Technologie ermöglicht es, das Spiel mit vielfältigen und extremen Wettereffekten wie Schneestürmen, Sandstürmen, Tornados und mehr auszustatten. Sie erhielt nach seiner Veröffentlichung gemischte Kritiken. 

## Gameplay
Just Cause 4 ist ein Action-Adventure-Spiel, das aus der Third-Person-Perspektive gespielt wird. Der Spieler übernimmt die Rolle des Serienprotagonisten Rico Rodríguez. Das Spiel findet in der fiktiven Nation Solís statt, einer großen Open-World, die aus verschiedenen Biomen besteht, darunter schneebedeckte Berge und Wüsten. Rico kann die Spielwelt mit Hilfe seines Wingsuits und seines Enterhakens bereisen, dessen Funktionen um die Möglichkeit erweitert wurden, Heißluftballons und Raketenverstärker an Objekten zu befestigen. Es wurde ein neues Wind- und Partikelsystem eingeführt, das Ricos Traversierung mit seinem Wingsuit beeinflusst. Das Spiel beinhaltet auch ein Wettersystem und Umweltgefahren wie Tornados und Gewitter.
Das Spiel bietet eine große Vielfalt an Fahrzeugen und Schusswaffen, darunter auch exotische Waffen wie das Wind- und das Blitzgeschütz. Jede Waffe hat auch einen alternativen Schießmodus. Die Spieler können jederzeit während des Spiels einen Air Drop anfordern. Während des Kampfes kann er von Verbündeten unterstützt werden, die von künstlicher Intelligenz kontrolliert werden. Das Spiel beinhaltet ein Frontline-System, in dem die Rebellenkräfte an den Grenzen ihrer Territorien gegen die Armee der Schwarzen Hand kämpfen. Rico kann jederzeit an diesen Kämpfen teilnehmen.

## Zusammenfassung

### Charaktere und Setting
Das Spiel spielt in einem fiktiven südamerikanischen Land namens Solís, in dem extreme Wetterbedingungen herrschen. Rico Rodríguez nimmt es mit der Schwarzen Hand auf, der weltweit mächtigste Privatarmee unter der Leitung von Gabriela Morales, einer neu eingeführten Figur. Die Schwarze Hand diente den Diktatoren Salvador Mendoza von Just Cause und Sebastiano Di Ravello in Just Cause 3 als Söldnergruppe. Als Rico Beweise dafür vorgelegt werden, dass sein verstorbener Vater mit der Schwarzen Hand gearbeitet hat, stürzt er sich auf der Suche nach Antworten in die südamerikanische Nation Solís, das Heimatland der Schwarzen Hand.

### Handlung
Nach den Ereignissen von Just Cause 3 wird Rico Rodríguez von Mira Morales, einer gebürtigen Solíserin, angesprochen, die ihn davon überzeugt, nach Solís zu kommen, um die Wahrheit über das Projekt Illapa aufzudecken, ein Projekt, das darauf abzielt, Wetterkerne zu schaffen, die in der Lage sind, das Wetter zu kontrollieren und Stürme zu erzeugen, an dessen Schaffung Ricos Vater, Miguel Rodríguez, beteiligt war. Das Projekt wird vom amtierenden Solís-Führer, Oscar Espinosa, geleitet, der die Bevölkerung von Solís streng kontrolliert.
Nach einem fehlgeschlagenen Versuch, Espinosa abzusetzen, und einem Zusammenstoß mit seiner Privatarmee, der Schwarzen Hand, die von Gabriela Morales angeführt wird, bildet Rico mit Mira eine eigene Armee, die "Armee des Chaos" genannt wird und zum Ziel hat, das Projekt Illapa zu stürzen und Espinosas Regime zu beenden. Auf dem Weg dorthin trifft er Luis "Sargento", einen eifrigen Kommandeur der Armee des Chaos; Izzy, eine Hackerin; Garland King, eine Filmemacherin, die davon besessen ist, Stunts in Solís zu filmen; und Javi Huerta, einen Archäologen, der die Geschichte hinter Solís und dem Vermächtnis von Espinosa aufdecken möchte. Während Rico sich anschickt, die vier Prototyp-Wetterkerne zu zerstören, die in Solís getestet werden, trifft er sich auch mit Lanza Morales, Miras Onkel und einem Wissenschaftler, der am Projekt Illapa arbeitete, mit César Pedrone, einem ehemaligen Piloten, der zum Verschwörungstheoretiker wurde, und mit Tom Sheldon, Ricos altem Betreuer bei der Agency.
Bald stellt sich heraus, dass Miguel vor Jahren zusammen mit Lanza und Espinosas Vater, Leon Espinosa, an dem Projekt gearbeitet hat, um das Wetter zum Wohle der Menschen zu kontrollieren. Espinosa, der davon überzeugt war, dass sein Vater das Geld ihrer Familie für das Projekt verschwendete, übernahm jedoch nach dem plötzlichen Tod seines Vaters die Leitung und beabsichtigte, Illapas Technologie und Forschung zur Waffe zu machen, um sie an den Meistbietenden zu verkaufen. Miguel, angewidert von der Idee, verließ das Projekt, aber Espinosa nutzte seine Kontrolle über Sebastiano Di Ravello in Medici und seine Verbindungen zur Agency, um Miguel zu töten, bevor er Lanza ins Gefängnis brachte, um ihn zu zwingen, weiter an dem Projekt zu arbeiten. Nachdem es Rico gelungen war, die vier Wetterkerne zu zerstören, und die Armee den Hauptstützpunkt von Espinosa übernimmt, enthüllt Espinosa, dass er bereits einen perfektionierten Wetterkern geschaffen hat, der die Fähigkeiten aller vier Wetterkerne in sich vereint, und beabsichtigt, ihn für Billionen von Dollar an die Agency zu verkaufen. Während Espinosa in einem Jet abfliegt und der Wetterkern bereit ist, sowohl die Armee als auch die Schwarze Hand an seinem Hauptstützpunkt anzugreifen, erlangt Rico zusammen mit Gabriela, die sich gegen Espinosa wendet, nachdem ihr klar geworden ist, dass er ihre Armee für seinen Gewinn opfert, die Kontrolle über den Kern, treibt ihn in Espinosas Jet, tötet ihn und beendet sein Regime.
Während die Armee des Chaos ihren Sieg feiert, enthüllt Rico, dass er und sein Vater nur "Schachfiguren in einem größeren Spiel" waren und dass alles "immer zur Agency zurückkommt". Mit dieser Argumentation schlägt Rico vor, die Agency als Nächstes anzugreifen, sowohl Sheldon als auch Mira stimmen zu, sich ihm bei seinem Angriff anzuschließen. 

## Rezeption
Laut dem Rezensionsaggregator Metacritic erhielt Just Cause 4 „gemischte oder durchschnittliche“ Rezensionen von Kritikern.
Das Spiel erhielt von den Kritikern gemischte Kritiken. Während das Open-World-Gameplay, die Steuerung, die Grafik und der Soundtrack gelobt wurden, wurden die Story, das Missionsdesign, die Zwischensequenzen und die Sprachausgabe kritisiert. Das Spiel wurde auch heftig von Benutzern kritisiert, die den Rückgang der Grafikqualität im Vergleich zu früheren Teilen der Serie feststellten und insbesondere auf die stark vereinfachten Wassereffekte und die flach wirkende Vegetation hinwiesen. Dies führte dazu, dass Square Enix in einem Versuch, diese Beschwerden zu lindern, ein Patch entwickelte, mit Teilerfolg. 

### Verkäufe
Die PlayStation-4-Version von Just Cause 4 verkaufte sich in Japan innerhalb der ersten Verkaufswoche 16.100 Mal und rangierte damit auf Platz sieben der Allformat-Videospiel-Verkaufsstatistik.